# Talok (Kalitidu)
Talok is een bestuurslaag in het regentschap Bojonegoro van de provincie Oost-Java, Indonesië. Talok telt 2038 inwoners (volkstelling 2010).